# Frederick Pabst

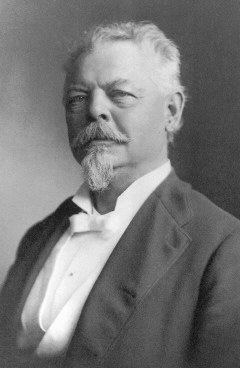
Frederick Pabst

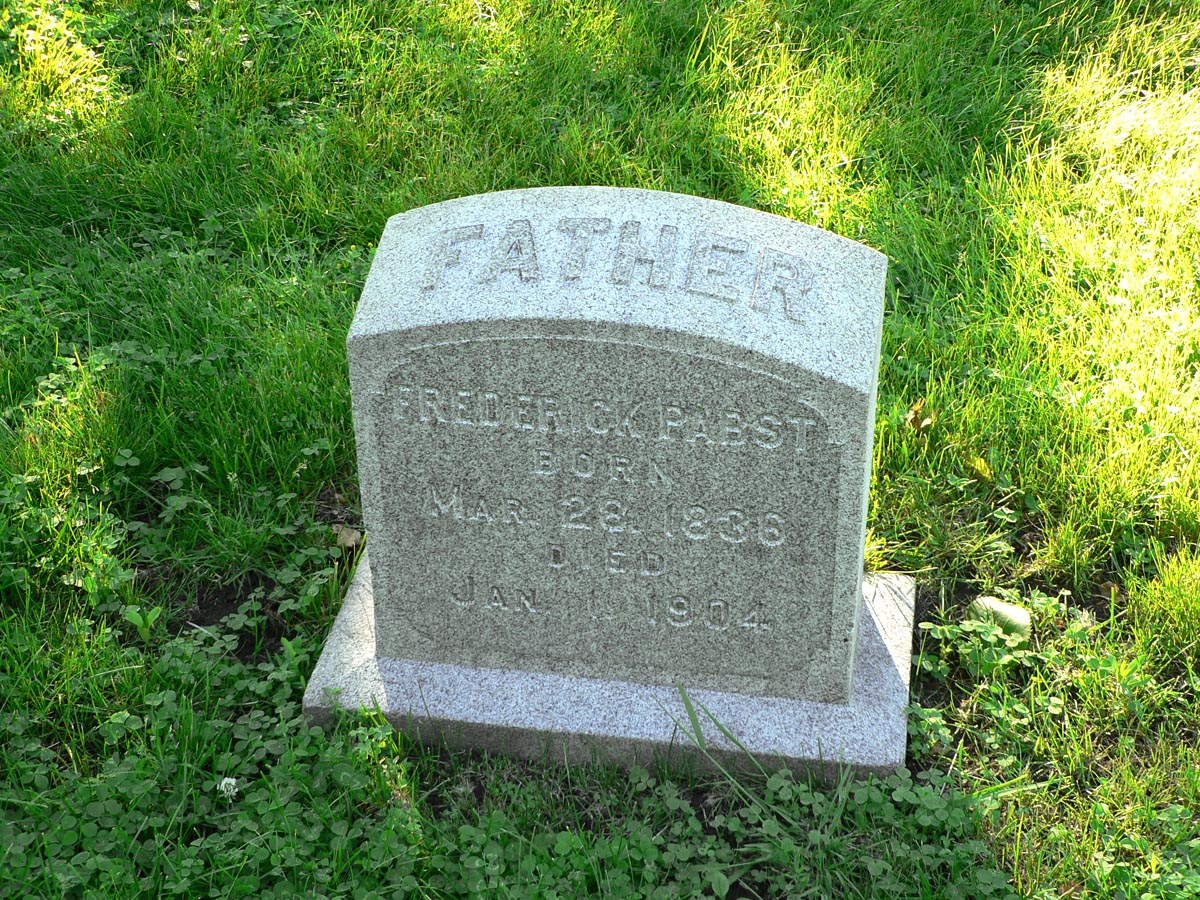
Grabstein auf dem Forest Home Cemetery

Frederick Pabst (* 28. April 1836 in Nikolausrieth; † 1. Januar 1904 in Milwaukee) war ein deutschamerikanischer Unternehmer und Präsident der Pabst Brewing Company.

## Leben
Pabst Eltern waren Gottlieb Pabst und Fredericka Pabst.
Gemeinsam mit seinen Eltern emigrierte er 1848 nach Milwaukee in den USA. Er arbeitete zunächst als Koch, Page und Schiffsjunge, bevor er im Alter von 21 Jahren Kapitän und Mitbesitzer des Dampfschiffes „Huron“ und später der „Comet“ wurde und auf den Great Lakes fuhr. In Milwaukee lernte 1859 er den ebenfalls deutschstämmigen Brauereibesitzer Phillip Best kennen, dessen Tochter Maria er 1862 heiratete.
1863 entkam Pabst nur knapp dem Tod, als sein Schiff während eines Sturms auf den Strand in der Whitefish Bay auflief. Daraufhin beschloss er, in die Brauerei seines Schwiegervaters einzusteigen und kaufte die Hälfte der Anteile an der Phillip Best Brewing Company. Die andere Hälfte kaufte sein Schwager Emil Schandein.
Neun Jahre später war Pabst Präsident der Brauerei. Durch seinen Arbeitseifer trug er wesentlich zum Erfolg des Unternehmens bei. Er suchte nach den fähigsten Brauern seiner Zeit und machte landesweit Werbung für seine Produkte. Zwischen 1879 und 1893 wurden landesweit vierzig Außenstellen aufgebaut. 1874 war die Philip Best Brewing Company die größte Brauerei in den USA.
Aufgrund seiner Verdienste für das Unternehmen stimmte der Vorstand 1889 für die Umbenennung der Brauerei in Pabst Brewing Company. Pabst führte die bekannten blauen Bänder auf den Bierflaschen ein. Aufgrund zweier Goldmedaillen für Produktqualität auf der Philadelphia Centennial Exhibition 1876 und der Weltausstellung in Paris 1878 begann er, blaue Bänder um die Flaschenhälse seines Biers zu legen. Dieses Markenzeichen wurde 1895 schließlich fest in den Namen (Pabst Blue Ribbon) und das Etikett aufgenommen, nachdem das Bier auf der World’s Columbian Exposition in Chicago mit einem blauen Band ausgezeichnet worden war.
Neben seiner Tätigkeit für die Brauerei setzte sich Pabst für Gesellschaft und Kultur ein. 1895 eröffnete er das vom Architekten Otto Strack konzipierte Pabst Theater. Darüber hinaus war er Hauptinvestor für das Pabst Whitefish Bay Resort.
In seiner Freizeit war Pabst an Pferdezucht und dabei insbesondere an Percheronpferden, Standardbreds und Saddlebreds interessiert.
Während einer Reise durch Kalifornien 1903 erlitt Pabst zwei Schlaganfälle. Sechs Monate später starb er in Milwaukee. Er liegt auf dem Forest Home Cemetery in Milwaukee begraben.
Heute ist die Pabst Mansion an der Wisconsin Avenue in Milwaukee eine bekannte Sehenswürdigkeit.

## Familie
Frederick Pabst heiratete am 25. März 1862 Maria Best (* 16. Mai 1842). Aus der Ehe gingen zehn Kinder hervor, von welchen nur fünf das Erwachsenenalter erreichten:
- Elisabeth F. Pabst (* 2. Jun. 1865 Milwaukee; † 1891)
- Gustav Philip Pabst (* 25. Nov. 1866 Milwaukee; † 1943) ⚭ 14. Sept. 1897 Hilda Lemb (* 1870–1875; † 1951), Gustav Philip war Präsident der Brauerei seiner Vorfahren von 1904 bis 1921.
- Maria Philippine Pabst (* 17. Jul. 1868 Milwaukee; † 1947) ⚭ William Osborne Goodrich (* 1863; † 1956), Philanthrop (Wohltäter), kaufte 1921 die von Charles L. McIntosh (International Harvester) errichtete neugotische Villa (Mansion) in Milwaukee.
- Frederick August Pabst (* 3. Nov. 1869 Milwaukee; † 21. Jan. 1958 Oconomowoc, Waukesha) ⚭ Ida Charlotte Uihlein (* 24. Okt. 1874 Milwaukee; † 31. Jul. 1968 Oconomowoc, Waukesha), Tochter des Besitzers der Joseph Schlitz Brewing Company August Uihlein
- Emma Pabst (* 4. Jan. 1871 Milwaukee; † 1943) ⚭ 1902 in New York Friedrich (Frederick) Wilhelm  Söhnlein (* 1867; † 1938), Sohn des Johann Jacob Söhnlein (* 18. Sept. 1827 Frankfurt; † 24. Jan. 1912 Schierstein[5]), Sektfabrikant, erbaute 1906 Villa „Weißes Haus“ für seine Frau in Wiesbaden.